# ソウル方背警察署
ソウル方背警察署（ソウルパンベけいさつしょ）は、ソウル地方警察庁所管の警察署である。

## 管轄区域
- 瑞草区のうち方背1洞～4洞、方背本洞、盤浦本洞、盤浦2洞、盤浦4洞のうち63番地から114番地、520番地から591番地、610番地から612番地。

## 沿革
- 1991年11月1日 - 方背警察署として冠岳区南峴洞に開設。冠岳警察署から3支署を編入。管轄区域は冠岳区のうち南峴洞、瑞草区のうち方背洞、銅雀区のうち舎堂洞、銅雀洞のうち55番地から109番地、山11番地から山29番地。
- 1992年10月17日 - 瑞草区方背洞のうち999番地から1007番を管轄区域から外す。
- 1994年9月4日 - 冠岳警察署が入っていた現在の建物に移転。
- 1998年2月19日 - 瑞草区方背洞のうち992番地の10号と12号を管轄区域から外す。
- 2001年11月27日 - ソウル方背警察署に名称を改称。
- 2006年3月1日 - 管轄区域を瑞草区のうち方背洞（922番地と999番地から1007番を除く）方背本洞、盤浦本洞、盤浦2洞、盤浦4洞のうち63番地から114番地、520番地から591番地、610番地から612番地に変更。1地区隊をソウル瑞草警察署から編入。銅雀区銅雀洞のうち55番地から109番地、山11番地から山29番地はソウル銅雀警察署、冠岳区南峴洞はソウル冠岳警察署へそれぞれ移管。

## 管轄地区隊
- 南泰峰地区隊
- 西来地区隊

## 管轄派出所
- 梨水派出所
- 方背1派出所